# Costantino VIII
Costantino VIII (in greco: Κωνσταντίνος Η΄, Kōnstantinos VIII; Costantinopoli, 960 – Costantinopoli, 15 novembre 1028) è stato un imperatore bizantino.
Fu basileus dei romei dal 15 dicembre 1025 fino alla sua morte.

## Biografia

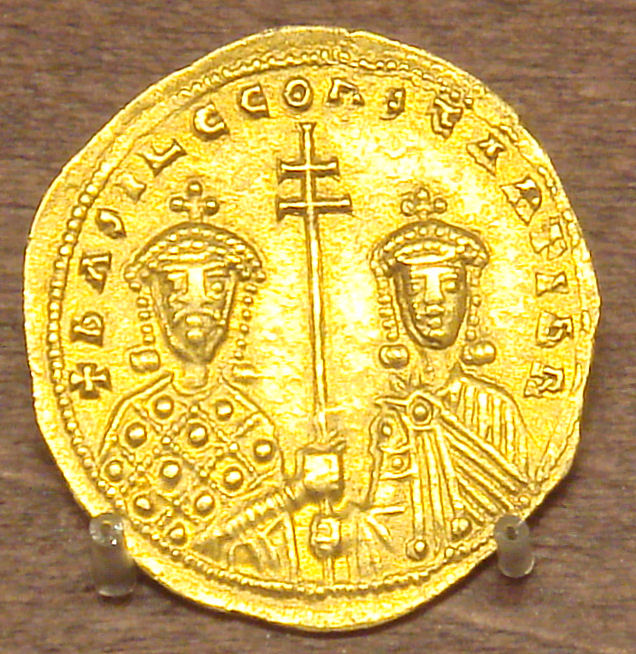
Nomisma Histamenon d'oro rappresentante Basilio II Bulgaroctono e Costantino VIII.

Costantino VIII era figlio secondogenito di Romano II e di Teofano. Il 15 dicembre 1025, salì al trono, a causa della morte del fratello maggiore Basilio II Bulgaroctono.
Benché fossero fratelli, i due non potevano essere più diversi tra loro: al contrario dello scrupoloso, diligente e quasi ascetico Basilio, Costantino non amava occuparsi delle questioni di governo. Prediligeva invece la vita mondana e amava ubriacarsi e godersi le sue concubine. L'imperatore, anche se non aveva studiato nella sua giovinezza, possedeva una forte curiosità intellettuale che lo avvantaggiò nei rapporti con gli ambasciatori degli altri paesi.
Un atroce aspetto del carattere di Costantino, fu un'insensata crudeltà che, sicuramente, non l'avrà reso più amabile agli occhi dei cittadini dell'impero. Gli unici a rallegrarsi per questo nuovo imperatore furono gli aristocratici anatolici, che sotto il regno di Basilio II si erano visti togliere le terre, a vantaggio dei piccoli proprietari. Infatti, a causa del suo disinteresse verso gli affari politici, il nuovo imperatore non poté opporsi a questi latifondisti, che fecero abrogare tutte le leggi di Basilio e si ripresero le terre. Con la scomparsa del ceto medio rappresentato dai piccoli proprietari, veniva distrutto alla base il sistema economico e la struttura sociale bizantina.
Nel 1028, all'età di 68 anni, l'imperatore si ammalò e, sentendo l'approssimarsi della fine, si concentrò nella scelta di un erede al trono, benché egli avesse solo tre figlie, una delle quali era entrata in convento. Tra le due rimanenti, Zoe e Teodora, il vecchio imperatore scelse la prima, che sposò un aristocratico di nome Romano Argiro, divenendo così imperatore con il nome di Romano III.
Costantino morì l'11 novembre 1028, dopo aver regnato per tre anni.

## Ascendenza
|                              |   |                   | Genitori |  |  | Nonni |  |  | Bisnonni           |  |  | Trisnonni             |  |
|                              |   |                   |          |  |  |       |  |  | Leone VI il Saggio |  |  | Basilio I il Macedone |  |
|                              |   |                   |          |  |  |       |  |  | Leone VI il Saggio |  |  | Basilio I il Macedone |  |
|                              |   | Eudocia Ingerina  |          |  |  |       |  |  | Leone VI il Saggio |  |  |                       |  |
| Costantino VII Porfirogenito |   |                   |          |  |  |       |  |  | Leone VI il Saggio |  |  |                       |  |
|                              |   | Zoe Carbonopsina  | …        |  |  |       |  |  |                    |  |  |                       |  |
|                              |   | Zoe Carbonopsina  | …        |  |  |       |  |  |                    |  |  |                       |  |
|                              |   | Zoe Carbonopsina  | …        |  |  |       |  |  |                    |  |  |                       |  |
| Romano II                    |   | Zoe Carbonopsina  |          |  |  |       |  |  |                    |  |  |                       |  |
|                              |   | Romano I Lecapeno | …        |  |  |       |  |  |                    |  |  |                       |  |
|                              |   | Romano I Lecapeno | …        |  |  |       |  |  |                    |  |  |                       |  |
|                              |   | Romano I Lecapeno | …        |  |  |       |  |  |                    |  |  |                       |  |
| Elena Lecapena               |   | Romano I Lecapeno |          |  |  |       |  |  |                    |  |  |                       |  |
|                              |   | Teodora           | …        |  |  |       |  |  |                    |  |  |                       |  |
|                              |   | Teodora           | …        |  |  |       |  |  |                    |  |  |                       |  |
|                              |   | Teodora           | …        |  |  |       |  |  |                    |  |  |                       |  |
| Costantino VIII              |   | Teodora           |          |  |  |       |  |  |                    |  |  |                       |  |
|                              | … | …                 |          |  |  |       |  |  |                    |  |  |                       |  |
|                              | … | …                 |          |  |  |       |  |  |                    |  |  |                       |  |
|                              | … | …                 |          |  |  |       |  |  |                    |  |  |                       |  |
| …                            | … |                   |          |  |  |       |  |  |                    |  |  |                       |  |
|                              |   | …                 | …        |  |  |       |  |  |                    |  |  |                       |  |
|                              |   | …                 | …        |  |  |       |  |  |                    |  |  |                       |  |
|                              |   | …                 | …        |  |  |       |  |  |                    |  |  |                       |  |
| Teofano                      |   | …                 |          |  |  |       |  |  |                    |  |  |                       |  |
|                              |   | …                 | …        |  |  |       |  |  |                    |  |  |                       |  |
|                              |   | …                 | …        |  |  |       |  |  |                    |  |  |                       |  |
|                              |   | …                 | …        |  |  |       |  |  |                    |  |  |                       |  |
| …                            |   | …                 |          |  |  |       |  |  |                    |  |  |                       |  |
|                              |   | …                 | …        |  |  |       |  |  |                    |  |  |                       |  |
|                              |   | …                 | …        |  |  |       |  |  |                    |  |  |                       |  |
|                              |   | …                 | …        |  |  |       |  |  |                    |  |  |                       |  |
|                              |   | …                 |          |  |  |       |  |  |                    |  |  |                       |  |